# Sony BMG Music Entertainment
Sony BMG Music Entertainment és el resultat d'una aliança al 50% entre les companyies discogràfiques Sony Music Entertainment (part de Sony) i BMG Entertainment (part de Bertelsmann) completada el 5 d'agost de 2004. És una de les quatre grans companyies de música, i inclou la propietat i distribució de discogràfiques com Arista Records, Columbia Records, Epic Records, J Records, RCA Victor, RCA Records, Sonic Wave America i altres. Analistes financers cobrint la fusió van anticipar que fins a 2.000 llocs de treball poden ser retallats com a resultat, estalviant a Sony BMG aproximadament 350 milions de dòlars anualment.

## Llista de discogràfiques de Sony BMG
- BMG Classics
- BMG Heritage
- BMG International Companies
- Columbia Records[2]
- Epic Records
- Legacy Recordings
- RCA Music Group
  - Arista/J Records
  - RCA Records
- RCA Victor Group
- RLG-Nashville
  - Arista Nashville
  - BNA Records
  - Provident Label Group
    - Beach Street Records
    - Benson Records
    - Brentwood Records
    - Essential Records
    - Praise Hymn Music Group
    - Reunion Records

  - RCA Nashville
- Sony Classical Records
- Sony Music International
- Sony Music Nashville
- Sony Wonder
- Sony Urban Music
- Zomba Music Group
  - Epidemic Records
  - Jive Records
  - Music for Nations Records
  - Pinacle Records.
  - Rough Trade Records.
  - Silvertone Records.
  - So So Def Records.
  - Verity Records.
  - Volcano Records.

Entre els artistes amb música distribuïda per Sony BMG hi ha Julio Iglesias, Jamiroquai, Britney Spears, La Oreja de Van Gogh, Barbra Streisand, Christina Aguilera, Shakira, Joaquín Sabina, Joan Manuel Serrat, Estopa o Ska-p.